# Skoki z klifów na Mistrzostwach Świata w Pływaniu 2013 – mężczyźni
Skoki z klifów mężczyzn – jedna z konkurencji rozgrywanych podczas Mistrzostw Świata w Pływaniu 2013 w ramach skoków z klifu. Zawody zostały rozegrane 31 lipca.
Do rywalizacji zgłoszonych zostało 13 zawodników z 9 państw.
Zwycięzcą konkurencji został Kolumbijczyk Orlando Duque. Drugie miejsc zajął Brytyjczyk Gary Hunt, a trzecie przypadło Jonathanowi Paredesowi z Meksyku.

## Wyniki
| Miejsce | Zawodnik            | Państwo           | Runda 1 | Runda 2 | Runda 3 | Runda 4 | Runda 5 | Razem  |
| ------- | ------------------- | ----------------- | ------- | ------- | ------- | ------- | ------- | ------ |
| 01 !    | Orlando Duque       | Kolumbia          | 106.40  | 110.70  | 100.70  | 129.60  | 142.80  | 590.20 |
| 02 !    | Gary Hunt           | Wielka Brytania   | 106.40  | 106.60  | 102.60  | 170.10  | 103.60  | 589.30 |
| 03 !    | Jonathan Paredes    | Meksyk            | 102.60  | 110.70  | 102.60  | 129.85  | 132.60  | 578.35 |
| 4.      | Michal Navrátil     | Czechy            | 102.60  | 104.55  | 98.80   | 115.15  | 119.60  | 540.70 |
| 5.      | Matthew Cowen       | Wielka Brytania   | 95.00   | 102.50  | 96.90   | 135.20  | 110.00  | 539.60 |
| 6.      | Artem Silczenko     | Rosja             | 95.00   | 120.95  | 102.60  | 128.80  | 73.20   | 520.55 |
| 7.      | Anatoliy Szabotenko | Ukraina           | 85.50   | 73.80   | 102.60  | 127.50  | 109.20  | 498.60 |
| 8.      | Kris Kolanus        | Polska            | 85.50   | 67.65   | 88.20   | 107.80  | 120.00  | 469.15 |
| 9.      | Steve Lobue         | Stany Zjednoczone | 102.60  | 98.40   | 70.30   | 79.30   | 95.20   | 445.80 |
| 10.     | Blake Aldridge      | Wielka Brytania   | 83.60   | 90.20   | 91.20   | 91.35   | 86.80   | 443.15 |
| 11.     | Kent DeMond         | Stany Zjednoczone | 85.50   | 86.10   | 85.50   | 88.20   | 75.40   | 420.70 |
| 12.     | Cyrille Oumedjkane  | Francja           | 62.70   | 92.25   | 79.80   | 93.60   | 75.00   | 403.35 |
| 13.     | Jorge Ferzuli       | Meksyk            | 83.60   | 12.00   | 64.80   | 95.00   | 100.80  | 356.20 |